# 蒂鲁图赖波奥恩迪
蒂鲁图赖波奥恩迪（Thiruthuraipoondi），是印度泰米尔纳德邦Thiruvarur县的一个城镇。总人口22754（2001年）。

## 人口
该地2001年总人口22754人，其中男性11204人，女性11550人；0—6岁人口2553人，其中男1284人，女1269人；识字率74.35%，其中男性为79.32%，女性为69.53%。